# Хикс, Кэтлин
Кэтлин Холланд Хикс (англ. Kathleen Holland Hicks, род. 25 сентября 1970, Фэрфилд, Калифорния) — американская правительственная чиновница, занимающая пост заместителя министра обороны США с 9 февраля 2021 года. Первая женщина, утверждённая Сенатом на эту роль. Ранее Хикс занимала должность первого заместителя заместителя министра обороны по политическим вопросам при президенте Обаме. К 2020 году Хикс была академиком и советником по национальной безопасности, работая старшим вице-президентом и директором программы международной безопасности в Центре стратегических и международных исследований. В настоящее время она является самой высокопоставленной женщиной, служащей в Министерстве обороны США.

## Образование
Хикс получила степень бакалавра истории и политики в колледже Маунт-Холиок в 1991 году, который она окончила с отличием и с отличием от Phi Beta Kappa. В 1993 году она получила степень M.P.A., изучая национальную безопасность в Мэрилендском университете в Колледж-Парке. Хикс получила докторскую степень по политологии в Массачусетском технологическом институте в 2010 году. Её диссертация называлась «Агенты перемен: кто и почему руководит выполнением политики национальной безопасности США». Её научным руководителем был Чарльз Стюарт III.

## Карьера
С 1993 по 2006 год Хикс была государственным служащим в канцелярии министра обороны, пройдя путь от стажёра в администрации президента до старшего исполнительного сотрудника. С 2006 по 2009 год она была старшим научным сотрудником Центра стратегических и международных исследований (CSIS), руководя различными исследовательскими проектами в области национальной безопасности.
Во время президентства Обамы в 2009 году Хикс была назначена заместителем заместителя министра обороны по стратегии, планам и силам. В 2012 году Хикс была первым заместителем заместителя министра обороны по политическим вопросам при президенте Обаме. В этой роли она была связующим звеном в Четырехлётнем обзоре обороны 2010 года и курировала Стратегическое руководство по обороне 2012 года. Президент назначил Кэтлин Хикс комиссаром Национальной комиссии по вопросам будущего армии. Она является членом Совета по международным отношениям и входит в советы советников Проекта национальной безопасности Трумэна и SoldierStrong.
Хикс ранее работала старшим вице-президентом, председателем Генри А. Киссинджера и директором программы международной безопасности в CSIS. Одновременно она работала научным сотрудником Дональда Маррона в Школе перспективных международных исследований Пола Х. Нитце. В октябре 2020 года она также работала в группе высокого уровня CSIS-LSHTM по вопросам доверия к вакцинам и дезинформации в условиях пандемии COVID-19 под сопредседательством Хайди Ларсон и Дж. Стивена Моррисона.

### Заместитель министра обороны США

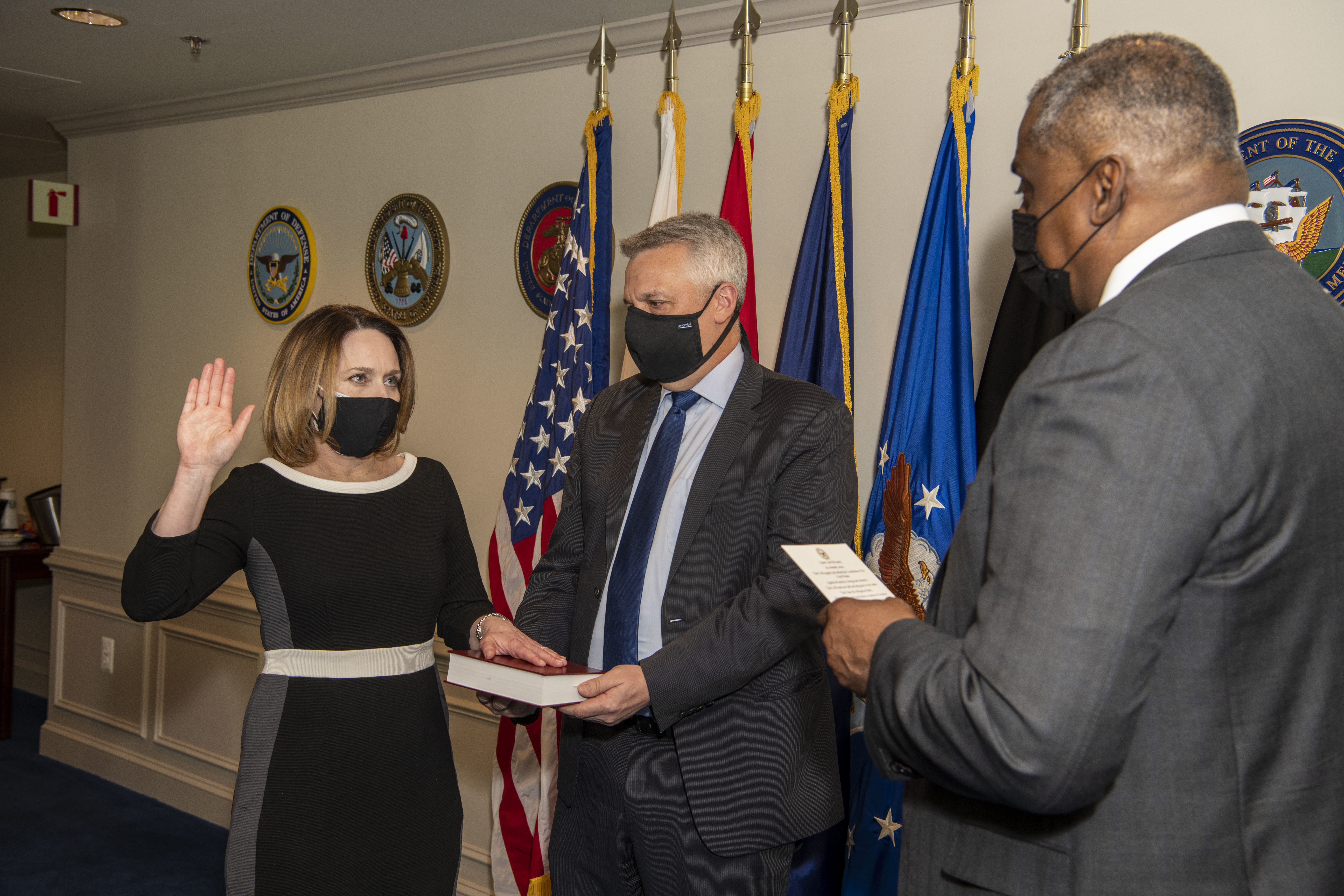
Хикс приведена к присяге в качестве заместителя министра обороны, 9 февраля 2021.

30 декабря 2020 года Хикс была объявлена кандидатом избранного президента США Джо Байдена на пост заместителя министра обороны США. Она предстала перед сенатским комитетом по вооружённым силам 2 февраля 2021 года. Она была утверждена голосованием Сената в полном составе 8 февраля 2021 года и приведена к присяге 9 февраля 2021 года.
Хикс возглавит модернизацию ядерной триады страны.

## Избранные труды
- Hicks, Kathleen. Planning for Stability Operations: The Use of Capabilities-based Approaches :  [англ.] / Kathleen Hicks, Eric Ridge. — Center for Strategic and International Studies, 2007. — ISBN 978-0-89206-515-8.
- Hicks, Kathleen H. Invigorating Defense Department Governance: A Beyond Goldwater-Nichols, Phase 4, Report :  [англ.]. — Center for Strategic and International Studies, 2008. — ISBN 978-0-89206-528-8.
- Hicks, Kathleen H. The Future of U.S. Civil Affairs Forces :  [англ.] / Kathleen H. Hicks, Christine E. Wormuth, Eric Ridge. — Center for Strategic and International Studies, 2009. — ISBN 978-0-89206-568-4.
- Alterman, Jon B. Federated Defense in the Middle East :  [англ.] / Jon B. Alterman, Kathleen H. Hicks. — Rowman & Littlefield, 2015. — ISBN 978-1-4422-5881-5.
- Hicks, Kathleen H. Undersea Warfare in Northern Europe :  [англ.] / Kathleen H. Hicks, Andrew Metrick, Lisa Sawyer Samp … [et al.]. — Rowman & Littlefield, 2016-08-02. — ISBN 978-1-4422-5968-3.
- Hicks, Kathleen H. Recalibrating U.S. Strategy toward Russia: A New Time for Choosing :  [англ.] / Kathleen H. Hicks, Lisa Sawyer Samp. — Rowman & Littlefield, 2017. — ISBN 978-1-4422-8006-9.
- Hicks, Kathleen H. Beyond the Water's Edge: Measuring the Internationalism of Congress :  [англ.] / Kathleen H. Hicks, Louis Lauter, Colin McElhinny. — Rowman & Littlefield, 2018. — ISBN 978-1-4422-8088-5.